# Космос-2100
Космос-2100 је један од преко 2400 совјетских вјештачких сателита лансираних у оквиру програма Космос.
Космос-2100 је лансиран са космодрома Плесецк, СССР, 14. септембра 1990. Ракета-носач Космос је поставила сателит у орбиту око планете Земље. Маса сателита при лансирању је износила 810 килограма. Космос-2100 је био војни навигациони сателит.